# Nzulu
 (novembre 2024).
Si vous disposez d'ouvrages ou d'articles de référence ou si vous connaissez des sites web de qualité traitant du thème abordé ici, merci de compléter l'article en donnant les références utiles à sa vérifiabilité et en les liant à la section « Notes et références ».
Nzulu est une commune de la ville de Zongo en République démocratique du Congo. 

## Histoire
En 2022, des inondations provoquent plus de 1300 sinistrés.

## Administration
Nzulu est une commune de Zongo en République démocratique du Congo.